# Ammoniumorthomolybdat
Ammoniumorthomolybdat ist der einfachste Vertreter verschiedener chemischer Verbindungen, die zu den Ammoniumsalzen des Molybdäns gehören. 
Ammoniumorthomolybdat bildet weiße, geruchlose Kristalle, die unter NH3-Abspaltung verwittern, wobei sich verschiedene Polymolybdate bzw. -hydrate bilden: 
- Ammoniumdimolybdat (NH4)2Mo2O7
- Ammoniumtetramolybdat (NH4)2Mo4O13 · 2 H2O
- Ammoniumheptamolybdat (NH4)6Mo7O24 · 4 H2O
- Ammoniumoctamolybdat (NH4)4Mo8O26 · 5 H2O
- Ammoniumdecamolybdat (NH4)4Mo10O32 · 2 H2O

Ammoniumoctamolybdat wird als Rauchgasunterdrücker zusammen mit halogenierten Flammschutzmitteln in Kunststoffen verwendet.